# Henderson Smaller Companies Investment Trust
Henderson Smaller Companies Investment Trust plc. ist eine britische Investmentgesellschaft mit Sitz in London. Ziel der Gesellschaft ist, Kapitalwachstum zu generieren durch Investitionen hauptsächlich in kleinere Unternehmen, die im Vereinigten Königreich notiert sind. Zu den Anlagen der Gesellschaft gehören Aktien, Wertpapiere und damit verbundene Finanzinstrumente, einschließlich Derivate. Das Unternehmen investiert (Stand November 2023) hauptsächlich in die Sektoren Industriewerte, Finanzdienstleister, Technologie und Immobilien (zusammen ca. 86 %).  Gegründet wurde die Gesellschaft 1887 als Trustees Corporation plc. Eigentümerin ist die britische Investmentgesellschaft Janus Henderson. 
Im November 2023 beliefen sich die verwalteten Mittel auf insgesamt 698 Mio. Pfund.
Die Fondsmanager des Trusts sind Neil Hermon und Indriatti van Hien.
Das Unternehmen ist an der Londoner Börse gelistet und Teil des FTSE 250 Index.